# No Tourists
No Tourists es el séptimo álbum de estudio del grupo británico de música electrónica The Prodigy, fue lanzado el 2 de noviembre de 2018 en Take Me to the Hospital, su sello independiente gestionado por BMG. El grupo comenzó a respaldar el álbum con una gira mundial desde noviembre de 2018. El álbum debutó en No. 1 en el UK Albums Chart, su séptimo álbum de estudio consecutivo para hacerlo.
No Tourists es el último álbum de la banda con Keith Flint como vocalista principal, quien ha fallecido el 4 de marzo de 2019.

## Portada
El 19 de julio de 2018, el título y la portada del álbum se revelaron en la página oficial de Instagram del grupo. Howlett sostuvo que el título no era una referencia a la inmigración ni a ningún mensaje político, y explicó que se refiere al tema del escapismo del álbum: "El deseo y la necesidad de descarrilarse. No seas un turista - siempre hay más peligro y emoción que encontrar si se desvía del camino establecido". El frente muestra un autobús Routemaster en la ruta 7 con su destino siendo The Four Aces en Dalston, la ubicación del primer concierto de la banda en 1990.

## Lista de canciones
| N.º | Título                                  | Duración |  |
| 1.  | «Need Some1»                            | 2:43     |  |
| 2.  | «Light Up the Sky»                      | 3:20     |  |
| 3.  | «We Live Forever»                       | 3:43     |  |
| 4.  | «No Tourists»                           | 4:18     |  |
| 5.  | «Fight Fire with Fire» (con Ho99o9)     | 3:29     |  |
| 6.  | «Timebomb Zone»                         | 3:24     |  |
| 7.  | «Champions of London»                   | 4:49     |  |
| 8.  | «Boom Boom Tap»                         | 4:05     |  |
| 9.  | «Resonate»                              | 3:50     |  |
| 10. | «Give Me a Signal» (con Barns Courtney) | 4:01     |  |

## Personal
The Prodigy
- Liam Howlett – escritura, producción, teclados, sintetizadores, programación, sampler, mezclado, vocales adicionales.
- Keith Flint – vocales (3, 4, 7, 10).
- Maxim – vocales (2, 3, 4, 7).

Personal adicional
- Brother Culture – escritura (8), coproducción, mezclado, técnico de sonido.
- Ho99o9 (Jean "theOGM" Lebrun, Lawrence "Eaddy" Eaddy) – vocales adicionales (5).
- Barns Courtney – vocales adicionales (10).